# Live Phish Volume 11
Live Phish Vol. 11 es un álbum en directo de la banda de rock estadounidense Phish grabado en directo en el McNichols Sports Arena de Denver, Colorado el 17 de noviembre de 1997.
Hay dos pistas adicionales grabadas en el concierto del Assembly Hall en Champaign, Illinois el 19 de noviembre de 1997, que contiene una versión de media hora de duración del tema "Wolfman's Brother".

## Lista de canciones

### Disco 1
1. "Tweezer" (Anastasio, Fishman, Gordon, McConnell) - 18:00
2. "Reba" - (Anastasio) - 14:09
3. "Train Song" (Gordon, Linitz) - 3:37
4. "Ghost" (Anastasio, Marshall) - 21:24
5. "Fire" (Hendrix) - 5:27

### Disco 2
1. "Down with Disease" (Anastasio, Marshall) - 16:18
2. "Olivia's Pool" (Anastasio, Marshall) - 2:18
3. "Johnny B. Goode" (Berry) - 5:02
4. "Denver Jam" (Anastasio, Fishman, Gordon, McConnell) - 12:01
5. "Jesus Just Left Chicago" (Beard, Gibbons, Hill) - 14:06
6. "When the Circus Comes" (Hidalgo, Pérez) - 5:16

### Disco 3
Pistas 3 - 4 grabadas el 19 de noviembre de 1997 en el Assembly Hall de Champaign, Illinois.
1. "You Enjoy Myself" (Anastasio) - 23:09
2. "Character Zero" (Anastasio, Marshall) - 7:48
3. "Wolfman's Brother" (Anastasio, Fishman, Gordon, Marshall, McConnell) - 28:21
4. "Makisupa Policeman" (Anastasio, Marshall) - 10:53

## Personal
- Trey Anastasio - guitarra, voz
- Page McConnell - piano, órgano, voz
- Mike Gordon - bajo, voz
- Jon Fishman - batería , voz